# Nino Salukvadze
Nino Salukvadze (nascuda l'1 de febrer de 1969 a Tbilisi) és una tiradora olímpica de georgiana. Ha sigut tres cops olímpica i ha guanyat una medalla d'or i una d'argent mentre competia per a la Unió Soviètica el 1988, i el bronze el guanyà per a Geòrgia el 2008. El 2021, gràcies a la seva participació al Jocs Olímpics de Tòquio de 2020, es va convertir en la dona amb més participacions als Jocs Olímpics, amb un total de 9.
A l'edat 19, guanyà la competició de pistoles esportiva de les dones de 25 comptadors i es posava segona en la competició de pistoles d'aire femenina de 10 comptadors als Jocs Olímpics d'Estiu de 1988.

## Jocs Olímpics d'estiu de 2008
Geòrgia i Rússia estava en guerra quan Salukvadze competia en la competició de pistoles d'aire femenina de 10 comptadors als Jocs Olímpics de 2008 amb la llançadora russa Natalia Paderina. Després que Salukvadze guanyés el bronze i Paderina l'argent, compartien un petó al pòdium i demanaren als dos governs acabar la guerra.